# SZZSD O
Az SZZSD O szovjet gőzmozdonysorozat volt. 1890-től 1915-ig, majd 1925-től 1928-ig gyártották. Összesen 9 129 db készült a sorozatból.